# Le fils de Jean
Le fils de Jean è un film franco-canadese del 2016 diretto da Philippe Lioret.
Il film è ispirato al romanzo Si ce livre pouvait me rapprocher de toi scritto da Jean-Paul Dubois.

## Distribuzione
Il film è stato presente nella sezione Festa Mobile della trentaquattresima edizione del Torino Film Festival.